# ミトローパ

ロゴマーク

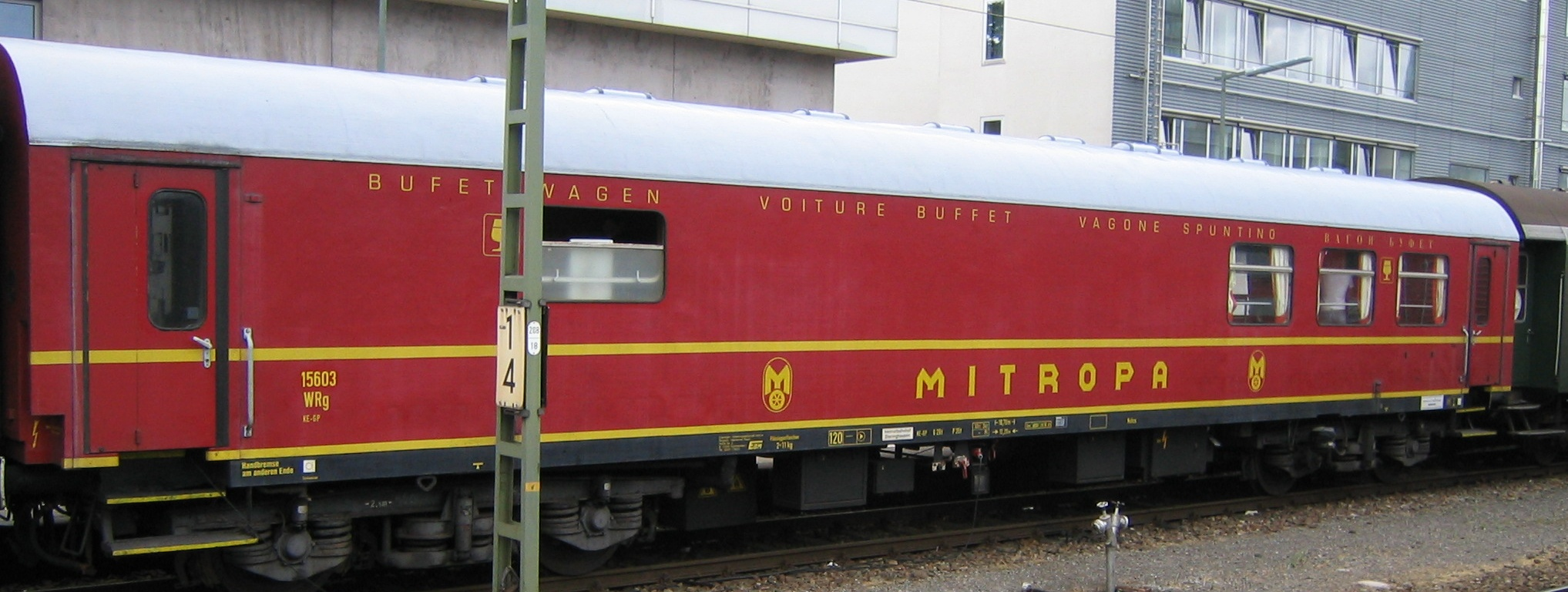
ロゴマークをあしらった食堂車

ミトローパ（ドイツ語：Mitteleuropäische Schlaf- und Speisewagen Aktiengesellschaft、Mitropa AG）は1916年に当時のドイツ帝国にて設立された、鉄道寝台及び供食サービス提供事業者。中央ヨーロッパ寝台・食堂車株式会社（ちゅうおうヨーロッパしんだい・しょくどうしゃ）とも訳される。
発足当初から廃業直前まで株式会社の形態を維持しており、また発足からかなり長い間、自ら食堂車や寝台車を保有していた。両大戦間に自動車、船舶、航空でのサービス提供業務へも進出するなど経営多角化を指向し、最盛期を迎える。
第二次世界大戦後の国家分裂や社会主義体制下における事実上の国有化といった苦境も乗り越え、東西ドイツの合併後もしぶとく生き残り、統合後にはヨーロッパでも指折りのケータリング事業者に数えられ、またドイツ国内で規模第4位のレストランチェーンを経営するなどしたが、鉄道の高速化や合理化による事業規模縮小に伴い赤字が慢性化し、事業を他社へ譲渡するなどして規模を縮小していった。
2006年に事業の全てを関連会社へ譲渡し、廃業。末期のミトローパは、鉄道駅やアウトバーンのサービスストップにおけるレストラン及び宿泊設備運営を主業務としていた。ミトローパが長年看板事業としていた食堂車、寝台車でのサービス提供は、現在民営化されたドイツ鉄道株式会社 (DB AG)の長距離列車部門であるドイツ鉄道旅行・観光会社 DB Reise & Touristik AG 傘下のシティナイトライン社へ引き継がれている。

## 設立とその経緯
ミトローパは、第一次世界大戦最中の1916年11月24日に設立された。設立当初から第二次世界大戦敗戦まで使われていた、車輪の上に鷲を頂く特徴的な社章は、版画家カール・シュルピッグの作になるものである。
ミトローパ設立の意図の一つに、当時のヨーロッパにおいて、鉄道旅客サービスを独占していた国際寝台車会社（ワゴン・リ社）に対する対抗がある。開戦前までのヨーロッパの国際列車網はパリ中心に運行されていたこともあって、大戦中その運行は麻痺しており、加えてワゴン・リ社の本社のあった連合国のベルギーは同盟国のドイツに占領されており、ワゴン・リ社の活動もほぼ停止してしまう。
しかしドイツを中心とした同盟国側においては、同盟国と東欧、中立国の北欧各国を結ぶ国際列車運行が可能だった。同盟国は新たな国際列車網の構築を画策し、そのサービス提供を行う会社としてドイツ、オーストリア、ハンガリーの鉄道事業者の手によりミトローパが設立される。同社はすぐさま1917年1月1日から1946年10月1日まで上記3か国における寝台車、食堂車のサービスの独占提供権を得て、ドイツ国内のワゴン・リ社の保有鉄道車輌を接収し、ワゴン・リ社同様のサービス提供を同盟国内やその占領地域内で行った。プロイセン王国政府が軍事的意図のもとに鉄道国有化を計画しており、他国の資本が入るのを嫌っていたために、もともと開戦以前からプロイセンを中心とした北ドイツの鉄道会社はワゴン・リ社との契約をしておらず、ワゴン・リ社は北ドイツの営業を自社の出資した子会社に任せていたこともあって移行はスムーズに行われたようである。
第一次大戦中のミトローパは、運休中のオリエント急行にとってかわるバルカン列車（ベルリン～イスタンブール）の運行を任された。この列車は、当時のドイツ帝国が敷設を目論んでいたバグダート鉄道への連絡列車として機能する予定であった。

## 第一次大戦後から第二次大戦終結まで

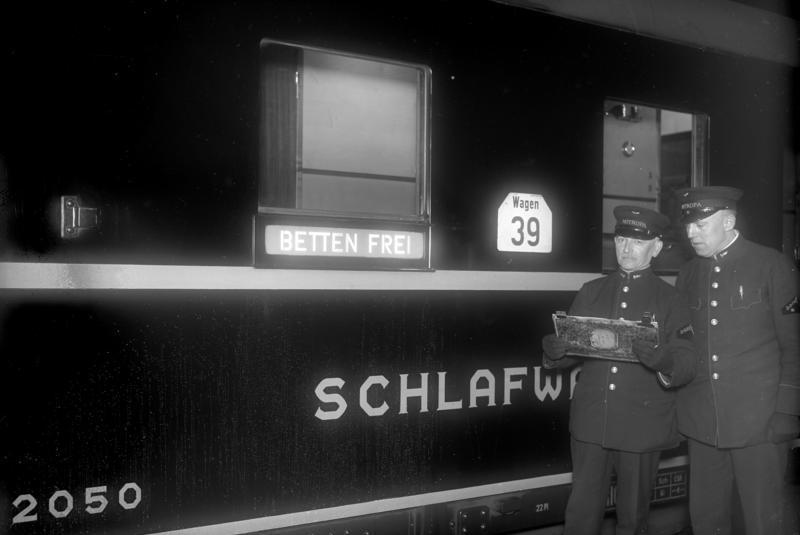
ミトローパの寝台車 (1932)

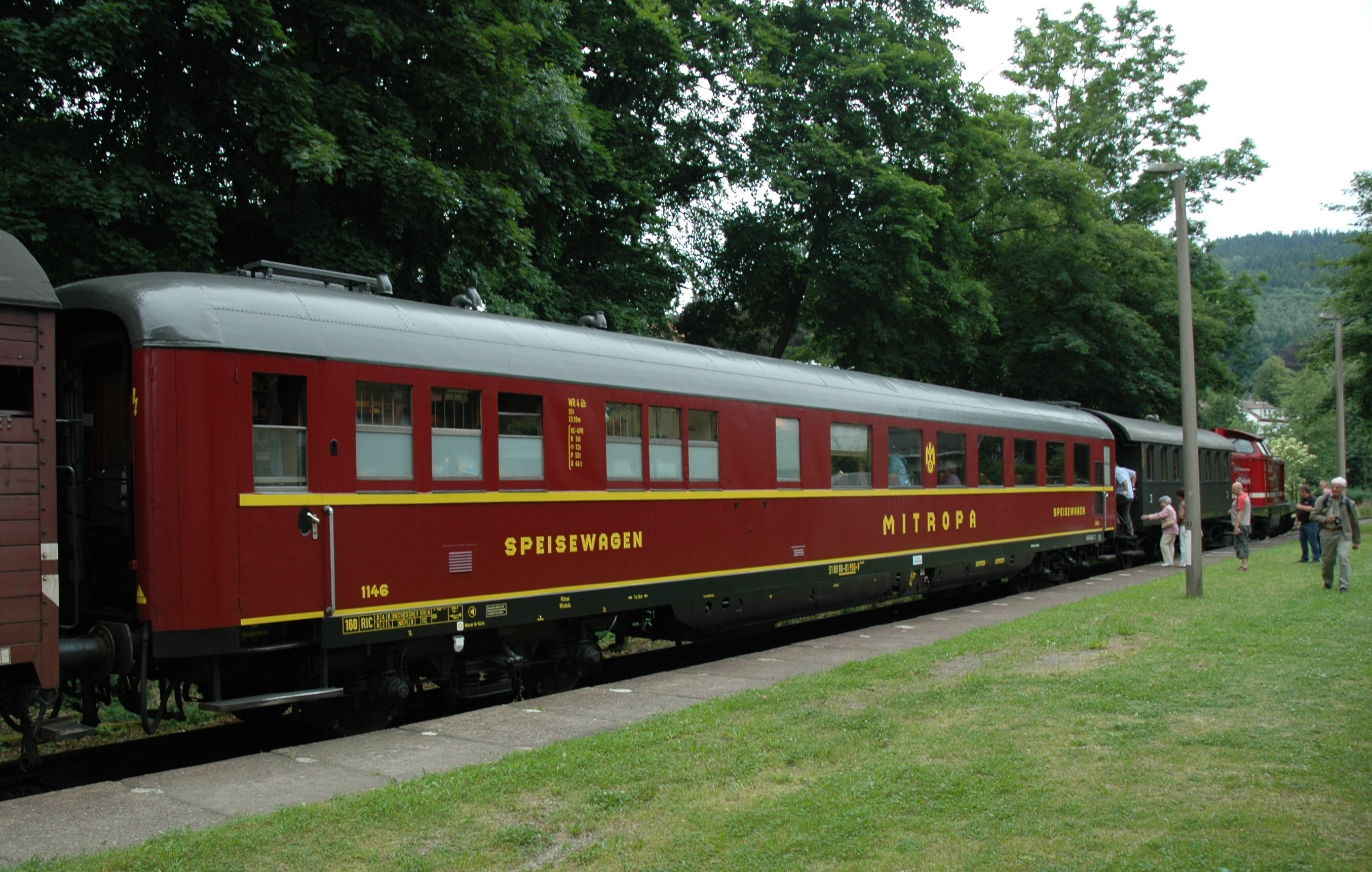
大戦間当時のミトローパの食堂車 (保存車輌, 2008)

連合国の勝利に終わった大戦後、ワゴン・リ社は営業を再開し、同盟国の構築した国際列車網は解体される。ミトローパは存続できたものの、営業域をドイツ及びオーストリア国内に制限された。ただし上記二カ国とスイス、オランダを結ぶ国際列車内での営業権はミトローパの手に残された。もともとワゴン・リ社を範として発足したミトローパではあるが、こうした事情から経営の多角化を余儀なくされ、対象をほぼ鉄道利用者に限定し、もっぱらサービスの高級化を指向したワゴン・リとは対照的に、あらゆる交通事業における、利用者全てに対するサービス提供を事業とするビジネスモデルを構築する。
具体例としては1928年にスイスのベルニナ鉄道、レーティッシュ鉄道線内での食堂車の営業権を得たのを初めとして、その後ドナウ汽船公社や北海航路の国際フェリーでのサービスを開始し、またルフトハンザ航空からも機内食サービスの委託を受けている。1928年にはシエスタ・キッセン社（当時三等車旅客に睡眠用の枕を賃貸していた会社）を吸収し、それ以降睡眠用の枕はミトローパ・キッセンの名で賃貸されるようになる。
もっとも、ワゴン・リほどではないが、ミトローパもサービスの高級化をまったく意識してなかったわけではなく、1927-1928年頃から保有車両をワインレッドに塗り、同社のエンブレムを取り付けて、利用者に対して他の客車との差別化を意識付けるようなことはしている。

## 第二次大戦後から東西ドイツ統一まで

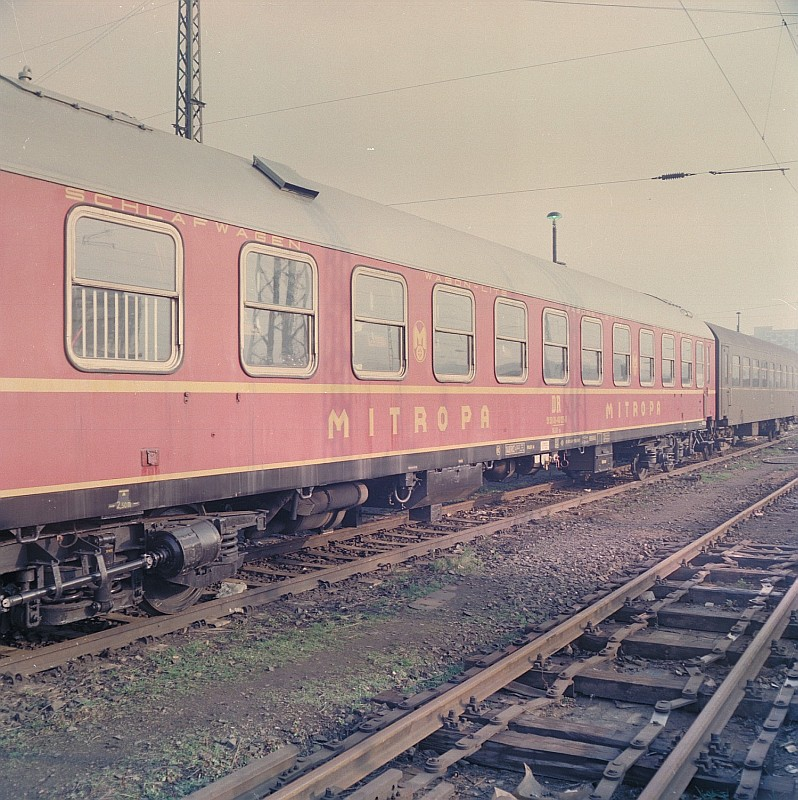
東独時代のミトローパ食堂車 (1972)

第二次世界大戦の敗戦によりドイツは分割占領され、ミトローパも分割された。西側（ドイツ連邦共和国・西ドイツ）での業務はドイツ寝台車食堂車会社 (DSG) により引き継がれる。しかし東側（ドイツ民主共和国）においては、名もそのままに株式会社の形態まで含めて温存され、東独国内の食堂車および寝台車におけるサービスを提供した。株式こそ100%東独政府の管理下におかれたが、社会主義体制下において株式会社が存在しえたのは稀有な事例である。ただし社会主義体制の常として、そのサービスは歳月を経るごとに大戦以前のレベル以下へと劣悪化した。
東独のミトローパの業務範囲は第二次大戦以前と同様、鉄道寝台や食堂車のみに留まらずに、1954年以降はベルリン～ドレスデン間の河川航行船舶や、バルト海を航行するフェリーの供食サービスを担うことになる。また1961年1月16日からは、アウトバーンのサービスエリアにおける供食サービスまで担うこととなる。

東独時代から廃業まで使用されたミトローパの社章

DSG とミトローパは、それぞれ大戦以前のミトローパの遺産を独自に引き継いだ。一例を挙げると DSG では客車車体の切抜き文字の書体にミトローパの名残が見られた。またDSGの社章として、鷲を頂いた車輪のミトローパの社章を、車輪のスポークの本数を6本から4本に減らした程度でほぼそのまま、1971年まで使用していた。
東独ではミトローパそのものが温存されたため、社章もそのまま引き継がれた。ただし車輪の上に配された鷲は、ナチスが党のシンボルとして盛んに用いた『鷲を頂いたハーケンクロイツ』を思わせるため、鷲をアルファベットのMの字に置き換えるといった手直しがされた。

## 東西ドイツ統一からドイツ鉄道民営化まで
ドイツの再統一後も鉄道事業は統合されず、しばらくの間旧DB（ドイツ連邦鉄道：西ドイツ国鉄）と旧DR（ドイツ国営鉄道：東ドイツ国鉄）が並存していた。1994年の民営化を機に両国鉄が統合されたうえで民営化され、ドイツ鉄道株式会社 (DB AG) が発足すると、これに伴い西独のDSGと東独のミトローパも統合され新生ミトローパが発足する。ドイツ敗戦時に東西に分裂した事業体は、大抵の場合旧西独側が旧東独側のそれを吸収合併したのだが、ミトローパは旧東独側の事業体が旧西独側のDSGを吸収合併した珍しい例である。発足当初の新生ミトローパは、列車内／鉄道駅構内／船上／道路のサービスストップにおけるケータリングや供食サービス、小売といった４つの事業部門を有していた。

## 廃業
しかしこうした事業の中には赤字続きのものもあり、2002年に事業再編を行い船舶におけるサービスはスカンドラインズ社（Scandlines）へ売却した。さらに同じ年、ドイツ鉄道の合理化で長距離列車運営を専門とするドイツ鉄道旅行・観光会社が設立され、列車内供食サービス、及びそれに使用される食堂車の保守整備事業もそれに伴い2003年11月に同社に事業譲渡する。またこの合理化により列車寝台ビジネスを専業とする会社が再設立され、ミトローパの名の使用も検討されたが、新生ドイツ鉄道のCEO Hartmut Mehdorn の独断により、80年を越える伝統と、旧東側の劣悪なサービスのイメージが染み付いたこの名前は事業の再生にそぐわないと判断され、ミトローパの名の使用は封印される。
その後形態を株式会社から有限会社へと縮小し、2004年にはイギリス資本のコンパスグループに買収されその一員となる。2006年、最後まで担っていた鉄道駅やアウトバーンのサービスストップにおけるレストラン及び宿泊設備運営業務を子会社の SSP Deutschland（Select Service Partners の略）へ譲渡し、事業体として消滅した。

## 遺産

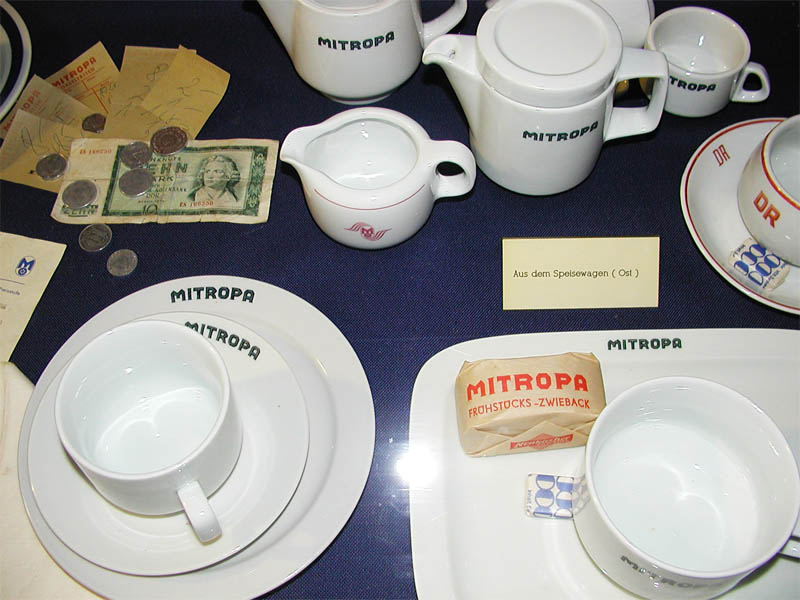
ミトローパのロゴ入り調度品

ジャンク（いわゆる中古品）として、ドイツ国内の市中に東独時代のミトローパの食堂車や駅食堂で使用されていたマグカップやポットなどの調度品が大量に流通している。旧東独を知るドイツ国民からすれば、劣悪ではあったが、どこか哀愁の漂う社会主義時代を思い起こさせる（オスタルギー）アイテムと化している。